# Coupe de l'EHF masculine 2012-2013
Navigation
Coupe de l'EHF 2011-2012 Coupe de l'EHF 2013-2014
La Coupe de l'EHF 2012-2013 est la 32e édition de la Coupe de l'EHF masculine.
Pour cette saison, un nouveau format est de rigueur du fait de la disparition de la Coupe des vainqueurs de coupe. Ainsi, la compétition est ouverte à 66 clubs de handball d'associations membres de l'EHF. Ces clubs sont qualifiés en fonction de leurs résultats dans leur pays d'origine lors de la saison 2011-2012.
Le format de la finale est modifié avec la disparition de la confrontation aller-retour et la mise en place d'un Final Four disputé pour la première fois à Nantes.
Elle a vu le club allemand de Rhein-Neckar Löwen s'imposer en demi-finale face au tenant du titre, Frisch Auf Göppingen, puis en finale face au Handball Club de Nantes qui évoluait à domicile.

## Formule
Les places sont allouées selon le coefficient EHF de chaque pays.
36 clubs font leur entrée lors du 1er tour, puis 16 clubs font leur entrée lors du 2e tour et enfin 14 clubs sont directement qualifiés au 3e tour.
| Troisième tour de qualification | Troisième tour de qualification | Troisième tour de qualification | Troisième tour de qualification | Troisième tour de qualification | Troisième tour de qualification | Troisième tour de qualification | Troisième tour de qualification | Troisième tour de qualification | Troisième tour de qualification | Troisième tour de qualification | Troisième tour de qualification | Troisième tour de qualification | Troisième tour de qualification | Troisième tour de qualification | Troisième tour de qualification |
| --- | --- | --- | --- | --- | --- | --- | --- | --- | --- | --- | --- | --- | --- | --- | --- |
| - Frisch Auf Göppingen : Tenant du titre - Rhein-Neckar Löwen : 5e du Championnat d'Allemagne - SC Magdebourg : 6e du Championnat d'Allemagne - BM Aragon : 5e du Championnat d'Espagne - Naturhouse La Rioja : 7e du Championnat d'Espagne - HBC Nantes : 4e du Championnat de France | - Frisch Auf Göppingen : Tenant du titre - Rhein-Neckar Löwen : 5e du Championnat d'Allemagne - SC Magdebourg : 6e du Championnat d'Allemagne - BM Aragon : 5e du Championnat d'Espagne - Naturhouse La Rioja : 7e du Championnat d'Espagne - HBC Nantes : 4e du Championnat de France | - Frisch Auf Göppingen : Tenant du titre - Rhein-Neckar Löwen : 5e du Championnat d'Allemagne - SC Magdebourg : 6e du Championnat d'Allemagne - BM Aragon : 5e du Championnat d'Espagne - Naturhouse La Rioja : 7e du Championnat d'Espagne - HBC Nantes : 4e du Championnat de France | - Frisch Auf Göppingen : Tenant du titre - Rhein-Neckar Löwen : 5e du Championnat d'Allemagne - SC Magdebourg : 6e du Championnat d'Allemagne - BM Aragon : 5e du Championnat d'Espagne - Naturhouse La Rioja : 7e du Championnat d'Espagne - HBC Nantes : 4e du Championnat de France | - Frisch Auf Göppingen : Tenant du titre - Rhein-Neckar Löwen : 5e du Championnat d'Allemagne - SC Magdebourg : 6e du Championnat d'Allemagne - BM Aragon : 5e du Championnat d'Espagne - Naturhouse La Rioja : 7e du Championnat d'Espagne - HBC Nantes : 4e du Championnat de France | - Frisch Auf Göppingen : Tenant du titre - Rhein-Neckar Löwen : 5e du Championnat d'Allemagne - SC Magdebourg : 6e du Championnat d'Allemagne - BM Aragon : 5e du Championnat d'Espagne - Naturhouse La Rioja : 7e du Championnat d'Espagne - HBC Nantes : 4e du Championnat de France | - Frisch Auf Göppingen : Tenant du titre - Rhein-Neckar Löwen : 5e du Championnat d'Allemagne - SC Magdebourg : 6e du Championnat d'Allemagne - BM Aragon : 5e du Championnat d'Espagne - Naturhouse La Rioja : 7e du Championnat d'Espagne - HBC Nantes : 4e du Championnat de France | - Frisch Auf Göppingen : Tenant du titre - Rhein-Neckar Löwen : 5e du Championnat d'Allemagne - SC Magdebourg : 6e du Championnat d'Allemagne - BM Aragon : 5e du Championnat d'Espagne - Naturhouse La Rioja : 7e du Championnat d'Espagne - HBC Nantes : 4e du Championnat de France | - Équipes éliminées des tours de qualification de Ligue des Champions - Saint-Raphaël Var handball : 2e du tournoi wild-card - Wisła Płock : 3e du tournoi wild-card - RK Sloga Doboj : 2e du groupe de qualifications 1 - FC Porto : 3e du groupe de qualifications 1 - Haslum HK : 2e du groupe de qualifications 2 - Alpla HC Hard : 3e du groupe de qualifications 2 - HT Tatran Prešov : 2e du groupe de qualifications 3 - Maccabi Rishon LeZion : 3e du groupe de qualifications 3 | - Équipes éliminées des tours de qualification de Ligue des Champions - Saint-Raphaël Var handball : 2e du tournoi wild-card - Wisła Płock : 3e du tournoi wild-card - RK Sloga Doboj : 2e du groupe de qualifications 1 - FC Porto : 3e du groupe de qualifications 1 - Haslum HK : 2e du groupe de qualifications 2 - Alpla HC Hard : 3e du groupe de qualifications 2 - HT Tatran Prešov : 2e du groupe de qualifications 3 - Maccabi Rishon LeZion : 3e du groupe de qualifications 3 | - Équipes éliminées des tours de qualification de Ligue des Champions - Saint-Raphaël Var handball : 2e du tournoi wild-card - Wisła Płock : 3e du tournoi wild-card - RK Sloga Doboj : 2e du groupe de qualifications 1 - FC Porto : 3e du groupe de qualifications 1 - Haslum HK : 2e du groupe de qualifications 2 - Alpla HC Hard : 3e du groupe de qualifications 2 - HT Tatran Prešov : 2e du groupe de qualifications 3 - Maccabi Rishon LeZion : 3e du groupe de qualifications 3 | - Équipes éliminées des tours de qualification de Ligue des Champions - Saint-Raphaël Var handball : 2e du tournoi wild-card - Wisła Płock : 3e du tournoi wild-card - RK Sloga Doboj : 2e du groupe de qualifications 1 - FC Porto : 3e du groupe de qualifications 1 - Haslum HK : 2e du groupe de qualifications 2 - Alpla HC Hard : 3e du groupe de qualifications 2 - HT Tatran Prešov : 2e du groupe de qualifications 3 - Maccabi Rishon LeZion : 3e du groupe de qualifications 3 | - Équipes éliminées des tours de qualification de Ligue des Champions - Saint-Raphaël Var handball : 2e du tournoi wild-card - Wisła Płock : 3e du tournoi wild-card - RK Sloga Doboj : 2e du groupe de qualifications 1 - FC Porto : 3e du groupe de qualifications 1 - Haslum HK : 2e du groupe de qualifications 2 - Alpla HC Hard : 3e du groupe de qualifications 2 - HT Tatran Prešov : 2e du groupe de qualifications 3 - Maccabi Rishon LeZion : 3e du groupe de qualifications 3 | - Équipes éliminées des tours de qualification de Ligue des Champions - Saint-Raphaël Var handball : 2e du tournoi wild-card - Wisła Płock : 3e du tournoi wild-card - RK Sloga Doboj : 2e du groupe de qualifications 1 - FC Porto : 3e du groupe de qualifications 1 - Haslum HK : 2e du groupe de qualifications 2 - Alpla HC Hard : 3e du groupe de qualifications 2 - HT Tatran Prešov : 2e du groupe de qualifications 3 - Maccabi Rishon LeZion : 3e du groupe de qualifications 3 | - Équipes éliminées des tours de qualification de Ligue des Champions - Saint-Raphaël Var handball : 2e du tournoi wild-card - Wisła Płock : 3e du tournoi wild-card - RK Sloga Doboj : 2e du groupe de qualifications 1 - FC Porto : 3e du groupe de qualifications 1 - Haslum HK : 2e du groupe de qualifications 2 - Alpla HC Hard : 3e du groupe de qualifications 2 - HT Tatran Prešov : 2e du groupe de qualifications 3 - Maccabi Rishon LeZion : 3e du groupe de qualifications 3 | - Équipes éliminées des tours de qualification de Ligue des Champions - Saint-Raphaël Var handball : 2e du tournoi wild-card - Wisła Płock : 3e du tournoi wild-card - RK Sloga Doboj : 2e du groupe de qualifications 1 - FC Porto : 3e du groupe de qualifications 1 - Haslum HK : 2e du groupe de qualifications 2 - Alpla HC Hard : 3e du groupe de qualifications 2 - HT Tatran Prešov : 2e du groupe de qualifications 3 - Maccabi Rishon LeZion : 3e du groupe de qualifications 3 |
| Deuxième tour de qualification | | | | | | | | | | | | | | | |
| - Team Tvis Holstebro : 3e du Championnat du Danemark - HK Kópavogur : 1er du Championnat d'Islande - Tatabánya KC : 5e du Championnat de Hongrie - RK Vardar Skopje : 2e du Championnat de Macédoine - Madeira SAD : 2e du Championnat du Portugal - CS Ştiinţa MD Bacău : 2e du Championnat de Roumanie - Sungul Snejinsk : 3e du Championnat de Russie - RK Vojvodina Novi Sad : 2e du Championnat de Serbie - Wacker Thoune : 2e du Championnat de Suisse | - Team Tvis Holstebro : 3e du Championnat du Danemark - HK Kópavogur : 1er du Championnat d'Islande - Tatabánya KC : 5e du Championnat de Hongrie - RK Vardar Skopje : 2e du Championnat de Macédoine - Madeira SAD : 2e du Championnat du Portugal - CS Ştiinţa MD Bacău : 2e du Championnat de Roumanie - Sungul Snejinsk : 3e du Championnat de Russie - RK Vojvodina Novi Sad : 2e du Championnat de Serbie - Wacker Thoune : 2e du Championnat de Suisse | - Team Tvis Holstebro : 3e du Championnat du Danemark - HK Kópavogur : 1er du Championnat d'Islande - Tatabánya KC : 5e du Championnat de Hongrie - RK Vardar Skopje : 2e du Championnat de Macédoine - Madeira SAD : 2e du Championnat du Portugal - CS Ştiinţa MD Bacău : 2e du Championnat de Roumanie - Sungul Snejinsk : 3e du Championnat de Russie - RK Vojvodina Novi Sad : 2e du Championnat de Serbie - Wacker Thoune : 2e du Championnat de Suisse | - Team Tvis Holstebro : 3e du Championnat du Danemark - HK Kópavogur : 1er du Championnat d'Islande - Tatabánya KC : 5e du Championnat de Hongrie - RK Vardar Skopje : 2e du Championnat de Macédoine - Madeira SAD : 2e du Championnat du Portugal - CS Ştiinţa MD Bacău : 2e du Championnat de Roumanie - Sungul Snejinsk : 3e du Championnat de Russie - RK Vojvodina Novi Sad : 2e du Championnat de Serbie - Wacker Thoune : 2e du Championnat de Suisse | - Team Tvis Holstebro : 3e du Championnat du Danemark - HK Kópavogur : 1er du Championnat d'Islande - Tatabánya KC : 5e du Championnat de Hongrie - RK Vardar Skopje : 2e du Championnat de Macédoine - Madeira SAD : 2e du Championnat du Portugal - CS Ştiinţa MD Bacău : 2e du Championnat de Roumanie - Sungul Snejinsk : 3e du Championnat de Russie - RK Vojvodina Novi Sad : 2e du Championnat de Serbie - Wacker Thoune : 2e du Championnat de Suisse | - Team Tvis Holstebro : 3e du Championnat du Danemark - HK Kópavogur : 1er du Championnat d'Islande - Tatabánya KC : 5e du Championnat de Hongrie - RK Vardar Skopje : 2e du Championnat de Macédoine - Madeira SAD : 2e du Championnat du Portugal - CS Ştiinţa MD Bacău : 2e du Championnat de Roumanie - Sungul Snejinsk : 3e du Championnat de Russie - RK Vojvodina Novi Sad : 2e du Championnat de Serbie - Wacker Thoune : 2e du Championnat de Suisse | - Team Tvis Holstebro : 3e du Championnat du Danemark - HK Kópavogur : 1er du Championnat d'Islande - Tatabánya KC : 5e du Championnat de Hongrie - RK Vardar Skopje : 2e du Championnat de Macédoine - Madeira SAD : 2e du Championnat du Portugal - CS Ştiinţa MD Bacău : 2e du Championnat de Roumanie - Sungul Snejinsk : 3e du Championnat de Russie - RK Vojvodina Novi Sad : 2e du Championnat de Serbie - Wacker Thoune : 2e du Championnat de Suisse | - Team Tvis Holstebro : 3e du Championnat du Danemark - HK Kópavogur : 1er du Championnat d'Islande - Tatabánya KC : 5e du Championnat de Hongrie - RK Vardar Skopje : 2e du Championnat de Macédoine - Madeira SAD : 2e du Championnat du Portugal - CS Ştiinţa MD Bacău : 2e du Championnat de Roumanie - Sungul Snejinsk : 3e du Championnat de Russie - RK Vojvodina Novi Sad : 2e du Championnat de Serbie - Wacker Thoune : 2e du Championnat de Suisse | - Eskilstuna Guif : 1/2 finaliste du Championnat de Suède - HC Motor Zaporijia: 2e du Championnat d'Ukraine - Équipes éliminées des tours de qualification de Ligue des Champions - Beşiktaş JK : Match de qualification - RK Lovćen Cetinje : 4e du groupe 1 - HC Dinamo Poltava : 4e du groupe 2 - SSV Bozen Loacker : 4e du groupe 3 - RK Cimos Koper : 4e du groupe W | - Eskilstuna Guif : 1/2 finaliste du Championnat de Suède - HC Motor Zaporijia: 2e du Championnat d'Ukraine - Équipes éliminées des tours de qualification de Ligue des Champions - Beşiktaş JK : Match de qualification - RK Lovćen Cetinje : 4e du groupe 1 - HC Dinamo Poltava : 4e du groupe 2 - SSV Bozen Loacker : 4e du groupe 3 - RK Cimos Koper : 4e du groupe W | - Eskilstuna Guif : 1/2 finaliste du Championnat de Suède - HC Motor Zaporijia: 2e du Championnat d'Ukraine - Équipes éliminées des tours de qualification de Ligue des Champions - Beşiktaş JK : Match de qualification - RK Lovćen Cetinje : 4e du groupe 1 - HC Dinamo Poltava : 4e du groupe 2 - SSV Bozen Loacker : 4e du groupe 3 - RK Cimos Koper : 4e du groupe W | - Eskilstuna Guif : 1/2 finaliste du Championnat de Suède - HC Motor Zaporijia: 2e du Championnat d'Ukraine - Équipes éliminées des tours de qualification de Ligue des Champions - Beşiktaş JK : Match de qualification - RK Lovćen Cetinje : 4e du groupe 1 - HC Dinamo Poltava : 4e du groupe 2 - SSV Bozen Loacker : 4e du groupe 3 - RK Cimos Koper : 4e du groupe W | - Eskilstuna Guif : 1/2 finaliste du Championnat de Suède - HC Motor Zaporijia: 2e du Championnat d'Ukraine - Équipes éliminées des tours de qualification de Ligue des Champions - Beşiktaş JK : Match de qualification - RK Lovćen Cetinje : 4e du groupe 1 - HC Dinamo Poltava : 4e du groupe 2 - SSV Bozen Loacker : 4e du groupe 3 - RK Cimos Koper : 4e du groupe W | - Eskilstuna Guif : 1/2 finaliste du Championnat de Suède - HC Motor Zaporijia: 2e du Championnat d'Ukraine - Équipes éliminées des tours de qualification de Ligue des Champions - Beşiktaş JK : Match de qualification - RK Lovćen Cetinje : 4e du groupe 1 - HC Dinamo Poltava : 4e du groupe 2 - SSV Bozen Loacker : 4e du groupe 3 - RK Cimos Koper : 4e du groupe W | - Eskilstuna Guif : 1/2 finaliste du Championnat de Suède - HC Motor Zaporijia: 2e du Championnat d'Ukraine - Équipes éliminées des tours de qualification de Ligue des Champions - Beşiktaş JK : Match de qualification - RK Lovćen Cetinje : 4e du groupe 1 - HC Dinamo Poltava : 4e du groupe 2 - SSV Bozen Loacker : 4e du groupe 3 - RK Cimos Koper : 4e du groupe W | - Eskilstuna Guif : 1/2 finaliste du Championnat de Suède - HC Motor Zaporijia: 2e du Championnat d'Ukraine - Équipes éliminées des tours de qualification de Ligue des Champions - Beşiktaş JK : Match de qualification - RK Lovćen Cetinje : 4e du groupe 1 - HC Dinamo Poltava : 4e du groupe 2 - SSV Bozen Loacker : 4e du groupe 3 - RK Cimos Koper : 4e du groupe W |
| Premier tour de qualification | | | | | | | | | | | | | | | |
| - HIT medalp Tirol : 2e du Championnat d'Autriche - HC Meshkov Brest : 1er du Championnat de Biélorussie - United HC Tongeren: 1er du Championnat de Belgique - RK Borac Banja Luka: 2e du Championnat de Bosnie-Herzégovine - Dobroudja Dobritch : 1er du Championnat de Bulgarie - Université européenne de Chypre: 1er du Championnat de Chypre - RK Zamet Rijeka : Finaliste de la Coupe de Croatie - RK Sisak : 3e du Championnat de Croatie - Kolding IF Håndbold : 4e du Championnat du Danemark - HC Kehra : 1er du Championnat d'Estonie - London GD HC : 1er du Championnat de Grande-Bretagne - AC Diomidis Argous : 1er du Championnat de Grèce - AEK Athènes : 2e du Championnat de Grèce - Balatonfüredi KSE : 3e du Championnat de Hongrie - Haukar Hafnarfjörður : 1er du Championnat d'Islande - HC Conversano : 2e du Championnat d'Italie - KH BESA Famiglia : 1er du Championnat du Kosovo - HB Dudelange : 1er du Championnat du Luxembourg | - HIT medalp Tirol : 2e du Championnat d'Autriche - HC Meshkov Brest : 1er du Championnat de Biélorussie - United HC Tongeren: 1er du Championnat de Belgique - RK Borac Banja Luka: 2e du Championnat de Bosnie-Herzégovine - Dobroudja Dobritch : 1er du Championnat de Bulgarie - Université européenne de Chypre: 1er du Championnat de Chypre - RK Zamet Rijeka : Finaliste de la Coupe de Croatie - RK Sisak : 3e du Championnat de Croatie - Kolding IF Håndbold : 4e du Championnat du Danemark - HC Kehra : 1er du Championnat d'Estonie - London GD HC : 1er du Championnat de Grande-Bretagne - AC Diomidis Argous : 1er du Championnat de Grèce - AEK Athènes : 2e du Championnat de Grèce - Balatonfüredi KSE : 3e du Championnat de Hongrie - Haukar Hafnarfjörður : 1er du Championnat d'Islande - HC Conversano : 2e du Championnat d'Italie - KH BESA Famiglia : 1er du Championnat du Kosovo - HB Dudelange : 1er du Championnat du Luxembourg | - HIT medalp Tirol : 2e du Championnat d'Autriche - HC Meshkov Brest : 1er du Championnat de Biélorussie - United HC Tongeren: 1er du Championnat de Belgique - RK Borac Banja Luka: 2e du Championnat de Bosnie-Herzégovine - Dobroudja Dobritch : 1er du Championnat de Bulgarie - Université européenne de Chypre: 1er du Championnat de Chypre - RK Zamet Rijeka : Finaliste de la Coupe de Croatie - RK Sisak : 3e du Championnat de Croatie - Kolding IF Håndbold : 4e du Championnat du Danemark - HC Kehra : 1er du Championnat d'Estonie - London GD HC : 1er du Championnat de Grande-Bretagne - AC Diomidis Argous : 1er du Championnat de Grèce - AEK Athènes : 2e du Championnat de Grèce - Balatonfüredi KSE : 3e du Championnat de Hongrie - Haukar Hafnarfjörður : 1er du Championnat d'Islande - HC Conversano : 2e du Championnat d'Italie - KH BESA Famiglia : 1er du Championnat du Kosovo - HB Dudelange : 1er du Championnat du Luxembourg | - HIT medalp Tirol : 2e du Championnat d'Autriche - HC Meshkov Brest : 1er du Championnat de Biélorussie - United HC Tongeren: 1er du Championnat de Belgique - RK Borac Banja Luka: 2e du Championnat de Bosnie-Herzégovine - Dobroudja Dobritch : 1er du Championnat de Bulgarie - Université européenne de Chypre: 1er du Championnat de Chypre - RK Zamet Rijeka : Finaliste de la Coupe de Croatie - RK Sisak : 3e du Championnat de Croatie - Kolding IF Håndbold : 4e du Championnat du Danemark - HC Kehra : 1er du Championnat d'Estonie - London GD HC : 1er du Championnat de Grande-Bretagne - AC Diomidis Argous : 1er du Championnat de Grèce - AEK Athènes : 2e du Championnat de Grèce - Balatonfüredi KSE : 3e du Championnat de Hongrie - Haukar Hafnarfjörður : 1er du Championnat d'Islande - HC Conversano : 2e du Championnat d'Italie - KH BESA Famiglia : 1er du Championnat du Kosovo - HB Dudelange : 1er du Championnat du Luxembourg | - HIT medalp Tirol : 2e du Championnat d'Autriche - HC Meshkov Brest : 1er du Championnat de Biélorussie - United HC Tongeren: 1er du Championnat de Belgique - RK Borac Banja Luka: 2e du Championnat de Bosnie-Herzégovine - Dobroudja Dobritch : 1er du Championnat de Bulgarie - Université européenne de Chypre: 1er du Championnat de Chypre - RK Zamet Rijeka : Finaliste de la Coupe de Croatie - RK Sisak : 3e du Championnat de Croatie - Kolding IF Håndbold : 4e du Championnat du Danemark - HC Kehra : 1er du Championnat d'Estonie - London GD HC : 1er du Championnat de Grande-Bretagne - AC Diomidis Argous : 1er du Championnat de Grèce - AEK Athènes : 2e du Championnat de Grèce - Balatonfüredi KSE : 3e du Championnat de Hongrie - Haukar Hafnarfjörður : 1er du Championnat d'Islande - HC Conversano : 2e du Championnat d'Italie - KH BESA Famiglia : 1er du Championnat du Kosovo - HB Dudelange : 1er du Championnat du Luxembourg | - HIT medalp Tirol : 2e du Championnat d'Autriche - HC Meshkov Brest : 1er du Championnat de Biélorussie - United HC Tongeren: 1er du Championnat de Belgique - RK Borac Banja Luka: 2e du Championnat de Bosnie-Herzégovine - Dobroudja Dobritch : 1er du Championnat de Bulgarie - Université européenne de Chypre: 1er du Championnat de Chypre - RK Zamet Rijeka : Finaliste de la Coupe de Croatie - RK Sisak : 3e du Championnat de Croatie - Kolding IF Håndbold : 4e du Championnat du Danemark - HC Kehra : 1er du Championnat d'Estonie - London GD HC : 1er du Championnat de Grande-Bretagne - AC Diomidis Argous : 1er du Championnat de Grèce - AEK Athènes : 2e du Championnat de Grèce - Balatonfüredi KSE : 3e du Championnat de Hongrie - Haukar Hafnarfjörður : 1er du Championnat d'Islande - HC Conversano : 2e du Championnat d'Italie - KH BESA Famiglia : 1er du Championnat du Kosovo - HB Dudelange : 1er du Championnat du Luxembourg | - HIT medalp Tirol : 2e du Championnat d'Autriche - HC Meshkov Brest : 1er du Championnat de Biélorussie - United HC Tongeren: 1er du Championnat de Belgique - RK Borac Banja Luka: 2e du Championnat de Bosnie-Herzégovine - Dobroudja Dobritch : 1er du Championnat de Bulgarie - Université européenne de Chypre: 1er du Championnat de Chypre - RK Zamet Rijeka : Finaliste de la Coupe de Croatie - RK Sisak : 3e du Championnat de Croatie - Kolding IF Håndbold : 4e du Championnat du Danemark - HC Kehra : 1er du Championnat d'Estonie - London GD HC : 1er du Championnat de Grande-Bretagne - AC Diomidis Argous : 1er du Championnat de Grèce - AEK Athènes : 2e du Championnat de Grèce - Balatonfüredi KSE : 3e du Championnat de Hongrie - Haukar Hafnarfjörður : 1er du Championnat d'Islande - HC Conversano : 2e du Championnat d'Italie - KH BESA Famiglia : 1er du Championnat du Kosovo - HB Dudelange : 1er du Championnat du Luxembourg | - HIT medalp Tirol : 2e du Championnat d'Autriche - HC Meshkov Brest : 1er du Championnat de Biélorussie - United HC Tongeren: 1er du Championnat de Belgique - RK Borac Banja Luka: 2e du Championnat de Bosnie-Herzégovine - Dobroudja Dobritch : 1er du Championnat de Bulgarie - Université européenne de Chypre: 1er du Championnat de Chypre - RK Zamet Rijeka : Finaliste de la Coupe de Croatie - RK Sisak : 3e du Championnat de Croatie - Kolding IF Håndbold : 4e du Championnat du Danemark - HC Kehra : 1er du Championnat d'Estonie - London GD HC : 1er du Championnat de Grande-Bretagne - AC Diomidis Argous : 1er du Championnat de Grèce - AEK Athènes : 2e du Championnat de Grèce - Balatonfüredi KSE : 3e du Championnat de Hongrie - Haukar Hafnarfjörður : 1er du Championnat d'Islande - HC Conversano : 2e du Championnat d'Italie - KH BESA Famiglia : 1er du Championnat du Kosovo - HB Dudelange : 1er du Championnat du Luxembourg | - RK Mojkovac : 2e du Championnat du Monténégro - PGU-Kartina TV Tiraspol : 2e du Championnat de Moldavie - RK Kumanovo : 3e du Championnat de Macédoine - Elverum Handball : vainqueur des play-offs du Championnat de Norvège - HV KRAS/Volendam : 1er du Championnat des Pays-Bas - SPR Stal Mielec : 3e du Championnat de Pologne - Benfica Lisbonne : 4e du Championnat du Portugal - Sporting Portugal : Vainqueur de la Coupe du Portugal - HK ASA Město Lovosice : Vainqueur de la Coupe de République tchèque - HC Odorheiu Secuiesc : 3e du Championnat de Roumanie - Medvedi Perm : Finaliste de la Coupe de Russie - RK Maribor Branik : 5e du Championnat de Slovénie - HC Sporta Hlohovec : 2e du Championnat de Slovaquie - IFK Kristianstad : 2e du Championnat de Suède - Ystads IF : 3e du Championnat de Suède - Pfadi Winterthur : 3e du Championnat de Suisse - BSV Berne : 4e du Championnat de Suisse - Belediyespor : 2e du Championnat de Turquie | - RK Mojkovac : 2e du Championnat du Monténégro - PGU-Kartina TV Tiraspol : 2e du Championnat de Moldavie - RK Kumanovo : 3e du Championnat de Macédoine - Elverum Handball : vainqueur des play-offs du Championnat de Norvège - HV KRAS/Volendam : 1er du Championnat des Pays-Bas - SPR Stal Mielec : 3e du Championnat de Pologne - Benfica Lisbonne : 4e du Championnat du Portugal - Sporting Portugal : Vainqueur de la Coupe du Portugal - HK ASA Město Lovosice : Vainqueur de la Coupe de République tchèque - HC Odorheiu Secuiesc : 3e du Championnat de Roumanie - Medvedi Perm : Finaliste de la Coupe de Russie - RK Maribor Branik : 5e du Championnat de Slovénie - HC Sporta Hlohovec : 2e du Championnat de Slovaquie - IFK Kristianstad : 2e du Championnat de Suède - Ystads IF : 3e du Championnat de Suède - Pfadi Winterthur : 3e du Championnat de Suisse - BSV Berne : 4e du Championnat de Suisse - Belediyespor : 2e du Championnat de Turquie | - RK Mojkovac : 2e du Championnat du Monténégro - PGU-Kartina TV Tiraspol : 2e du Championnat de Moldavie - RK Kumanovo : 3e du Championnat de Macédoine - Elverum Handball : vainqueur des play-offs du Championnat de Norvège - HV KRAS/Volendam : 1er du Championnat des Pays-Bas - SPR Stal Mielec : 3e du Championnat de Pologne - Benfica Lisbonne : 4e du Championnat du Portugal - Sporting Portugal : Vainqueur de la Coupe du Portugal - HK ASA Město Lovosice : Vainqueur de la Coupe de République tchèque - HC Odorheiu Secuiesc : 3e du Championnat de Roumanie - Medvedi Perm : Finaliste de la Coupe de Russie - RK Maribor Branik : 5e du Championnat de Slovénie - HC Sporta Hlohovec : 2e du Championnat de Slovaquie - IFK Kristianstad : 2e du Championnat de Suède - Ystads IF : 3e du Championnat de Suède - Pfadi Winterthur : 3e du Championnat de Suisse - BSV Berne : 4e du Championnat de Suisse - Belediyespor : 2e du Championnat de Turquie | - RK Mojkovac : 2e du Championnat du Monténégro - PGU-Kartina TV Tiraspol : 2e du Championnat de Moldavie - RK Kumanovo : 3e du Championnat de Macédoine - Elverum Handball : vainqueur des play-offs du Championnat de Norvège - HV KRAS/Volendam : 1er du Championnat des Pays-Bas - SPR Stal Mielec : 3e du Championnat de Pologne - Benfica Lisbonne : 4e du Championnat du Portugal - Sporting Portugal : Vainqueur de la Coupe du Portugal - HK ASA Město Lovosice : Vainqueur de la Coupe de République tchèque - HC Odorheiu Secuiesc : 3e du Championnat de Roumanie - Medvedi Perm : Finaliste de la Coupe de Russie - RK Maribor Branik : 5e du Championnat de Slovénie - HC Sporta Hlohovec : 2e du Championnat de Slovaquie - IFK Kristianstad : 2e du Championnat de Suède - Ystads IF : 3e du Championnat de Suède - Pfadi Winterthur : 3e du Championnat de Suisse - BSV Berne : 4e du Championnat de Suisse - Belediyespor : 2e du Championnat de Turquie | - RK Mojkovac : 2e du Championnat du Monténégro - PGU-Kartina TV Tiraspol : 2e du Championnat de Moldavie - RK Kumanovo : 3e du Championnat de Macédoine - Elverum Handball : vainqueur des play-offs du Championnat de Norvège - HV KRAS/Volendam : 1er du Championnat des Pays-Bas - SPR Stal Mielec : 3e du Championnat de Pologne - Benfica Lisbonne : 4e du Championnat du Portugal - Sporting Portugal : Vainqueur de la Coupe du Portugal - HK ASA Město Lovosice : Vainqueur de la Coupe de République tchèque - HC Odorheiu Secuiesc : 3e du Championnat de Roumanie - Medvedi Perm : Finaliste de la Coupe de Russie - RK Maribor Branik : 5e du Championnat de Slovénie - HC Sporta Hlohovec : 2e du Championnat de Slovaquie - IFK Kristianstad : 2e du Championnat de Suède - Ystads IF : 3e du Championnat de Suède - Pfadi Winterthur : 3e du Championnat de Suisse - BSV Berne : 4e du Championnat de Suisse - Belediyespor : 2e du Championnat de Turquie | - RK Mojkovac : 2e du Championnat du Monténégro - PGU-Kartina TV Tiraspol : 2e du Championnat de Moldavie - RK Kumanovo : 3e du Championnat de Macédoine - Elverum Handball : vainqueur des play-offs du Championnat de Norvège - HV KRAS/Volendam : 1er du Championnat des Pays-Bas - SPR Stal Mielec : 3e du Championnat de Pologne - Benfica Lisbonne : 4e du Championnat du Portugal - Sporting Portugal : Vainqueur de la Coupe du Portugal - HK ASA Město Lovosice : Vainqueur de la Coupe de République tchèque - HC Odorheiu Secuiesc : 3e du Championnat de Roumanie - Medvedi Perm : Finaliste de la Coupe de Russie - RK Maribor Branik : 5e du Championnat de Slovénie - HC Sporta Hlohovec : 2e du Championnat de Slovaquie - IFK Kristianstad : 2e du Championnat de Suède - Ystads IF : 3e du Championnat de Suède - Pfadi Winterthur : 3e du Championnat de Suisse - BSV Berne : 4e du Championnat de Suisse - Belediyespor : 2e du Championnat de Turquie | - RK Mojkovac : 2e du Championnat du Monténégro - PGU-Kartina TV Tiraspol : 2e du Championnat de Moldavie - RK Kumanovo : 3e du Championnat de Macédoine - Elverum Handball : vainqueur des play-offs du Championnat de Norvège - HV KRAS/Volendam : 1er du Championnat des Pays-Bas - SPR Stal Mielec : 3e du Championnat de Pologne - Benfica Lisbonne : 4e du Championnat du Portugal - Sporting Portugal : Vainqueur de la Coupe du Portugal - HK ASA Město Lovosice : Vainqueur de la Coupe de République tchèque - HC Odorheiu Secuiesc : 3e du Championnat de Roumanie - Medvedi Perm : Finaliste de la Coupe de Russie - RK Maribor Branik : 5e du Championnat de Slovénie - HC Sporta Hlohovec : 2e du Championnat de Slovaquie - IFK Kristianstad : 2e du Championnat de Suède - Ystads IF : 3e du Championnat de Suède - Pfadi Winterthur : 3e du Championnat de Suisse - BSV Berne : 4e du Championnat de Suisse - Belediyespor : 2e du Championnat de Turquie | - RK Mojkovac : 2e du Championnat du Monténégro - PGU-Kartina TV Tiraspol : 2e du Championnat de Moldavie - RK Kumanovo : 3e du Championnat de Macédoine - Elverum Handball : vainqueur des play-offs du Championnat de Norvège - HV KRAS/Volendam : 1er du Championnat des Pays-Bas - SPR Stal Mielec : 3e du Championnat de Pologne - Benfica Lisbonne : 4e du Championnat du Portugal - Sporting Portugal : Vainqueur de la Coupe du Portugal - HK ASA Město Lovosice : Vainqueur de la Coupe de République tchèque - HC Odorheiu Secuiesc : 3e du Championnat de Roumanie - Medvedi Perm : Finaliste de la Coupe de Russie - RK Maribor Branik : 5e du Championnat de Slovénie - HC Sporta Hlohovec : 2e du Championnat de Slovaquie - IFK Kristianstad : 2e du Championnat de Suède - Ystads IF : 3e du Championnat de Suède - Pfadi Winterthur : 3e du Championnat de Suisse - BSV Berne : 4e du Championnat de Suisse - Belediyespor : 2e du Championnat de Turquie |

## Phase de qualifications
Les tirages au sort ont eu lieu le 24 juillet 2012 à Vienne.

### Premier tour
| Match | Date aller        | Nation | Club                            | Aller   | Total   | Retour  | Club                     | Nation | Date retour       |
| ----- | ----------------- | ------ | ------------------------------- | ------- | ------- | ------- | ------------------------ | ------ | ----------------- |
| 1     | 08 septembre 2012 |        | Sporting CP                     | 27 – 22 | 53 – 59 | 26 – 37 | Ystads IF                |        | 16 septembre 2012 |
| 2     | 08 septembre 2012 |        | RK Borac Banja Luka             | 31 – 22 | 63 – 44 | 32 – 22 | KH BESA Famiglia         |        | 15 septembre 2012 |
| 3     | 14 septembre 2012 |        | Haukar Hafnarfjörður            | 32 – 12 | 57 – 31 | 25 – 19 | HC Mojkovac              |        | 15 septembre 2012 |
| 4     | 08 septembre 2012 |        | Pfadi Winterthur                | 21 – 28 | 48 – 55 | 27 – 27 | Benfica Lisbonne         |        | 15 septembre 2012 |
| 5     | 08 septembre 2012 |        | RK Maribor Branik               | 39 – 24 | 66 – 52 | 27 – 28 | HB Dudelange             |        | 15 septembre 2012 |
| 6     | 08 septembre 2012 |        | HK ASA Město Lovosice           | 27 – 23 | 59 – 56 | 32 – 33 | RK Zamet Rijeka          |        | 15 septembre 2012 |
| 7     | 08 septembre 2012 |        | Medvedi Perm                    | 37 – 20 | 80 – 49 | 43 – 29 | PGU-Kartina TV Tiraspol  |        | 09 septembre 2012 |
| 8     | 08 septembre 2012 |        | Université européenne de Chypre | 28 – 30 | 43 – 61 | 15 – 31 | HC Odorheiu Secuiesc     |        | 15 septembre 2012 |
| 9     | 08 septembre 2012 |        | HIT medalp Tirol                | 26 – 25 | 48 – 57 | 22 – 32 | RK Siscia                |        | 15 septembre 2012 |
| 10    | 08 septembre 2012 |        | HC Meshkov Brest                | 38 – 19 | 72 – 42 | 34 – 23 | Handball Club Conversano |        | 09 septembre 2012 |
| 11    | 09 septembre 2012 |        | AC Diomidis Argous              | 30 – 18 | 60 – 47 | 30 – 29 | AEK Athènes              |        | 16 septembre 2012 |
| 12    | 08 septembre 2012 |        | United HC Tongeren              | 25 – 26 | 54 – 66 | 29 – 40 | Elverum Handball         |        | 15 septembre 2012 |
| 13    | 08 septembre 2012 |        | Balatonfüredi KSE               | 24 – 25 | 51 – 47 | 27 – 22 | HC Kehra                 |        | 09 septembre 2012 |
| 14    | 08 septembre 2012 |        | IFK Kristianstad                | 31 – 24 | 59 – 45 | 28 – 21 | HC Sporta Hlohovec       |        | 15 septembre 2012 |
| 15    | 08 septembre 2012 |        | Nilüfer Belediyespor            | 29 – 42 | 50 – 84 | 21 – 42 | Tauron Stal Mielec       |        | 09 septembre 2012 |
| 16    | 08 septembre 2012 |        | RK Kumanovo                     | 30 – 20 | 65 – 46 | 35 – 26 | Dobroudja Dobritch       |        | 09 septembre 2012 |
| 17    | 08 septembre 2012 |        | HV KRAS/Volendam                | 26 – 23 | 51 – 41 | 25 – 18 | BSV Berne                |        | 16 septembre 2012 |
| 18    | 15 septembre 2012 |        | London GD HC                    | 16 – 46 | 32 – 88 | 16 – 42 | KIF Kolding              |        | 16 septembre 2012 |

### Deuxième tour
| Match | Date aller      | Heure aller | Nation | Club                  | Aller   | Total   | Retour  | Club                  | Nation | Date retour     | Heure retour |
| ----- | --------------- | ----------- | ------ | --------------------- | ------- | ------- | ------- | --------------------- | ------ | --------------- | ------------ |
| 1     | 13 octobre 2012 | 17h00       |        | HC Odorheiu Secuiesc  | 40 – 33 | 69 – 70 | 29 – 37 | Beşiktaş JK Istanbul  |        | 20 octobre 2012 | 16h00        |
| 2     | 13 octobre 2012 | 16h00       |        | IFK Kristianstad      | 24 – 22 | 47 – 48 | 23 – 26 | Eskilstuna Guif       |        | 20 octobre 2012 | 16h00        |
| 3     | 13 octobre 2012 | 19h00       |        | RK Kumanovo           | 27 – 26 | 58 – 61 | 31 – 35 | Sungul Snejinsk       |        | 20 octobre 2012 | 16h00        |
| 4     | 13 octobre 2012 | 19h00       |        | HV KRAS/Volendam      | 31 – 32 | 56 – 59 | 25 – 27 | RK Cimos Koper        |        | 20 octobre 2012 | 19h00        |
| 5     | 13 octobre 2012 | 19h00       |        | Tauron Stal Mielec    | 29 – 26 | 53 – 56 | 24 – 30 | Team Tvis Holstebro   |        | 20 octobre 2012 | 16h15        |
| 6     | 13 octobre 2012 | 18h00       |        | Tatabánya KC          | 23 – 27 | 46 – 59 | 23 – 32 | Elverum Handball      |        | 21 octobre 2012 | 18h00        |
| 7     | 20 octobre 2012 | 18h00       |        | Madeira SAD           | 25 – 30 | 51 – 62 | 26 – 32 | AC Diomidis Argous    |        | 21 octobre 2012 | 19h00        |
| 8     | 12 octobre 2012 | 19h00       |        | Medvedi Perm          | 38 – 32 | 66 – 64 | 28 – 32 | Wacker Thoune         |        | 13 octobre 2012 | 11h00        |
| 9     | 13 octobre 2012 | 16h00       |        | Benfica Lisbonne      | 32 – 20 | 52 – 45 | 40 – 25 | SSV Bozen Loacker     |        | 14 octobre 2012 | 19h00        |
| 10    | 12 octobre 2012 | 19h30       |        | KIF Kolding           | 34 – 17 | 66 – 48 | 32 – 31 | RK Lovćen Cetinje     |        | 13 octobre 2012 | 15h00        |
| 11    | 13 octobre 2012 | 19h00       |        | RK Nexe Našice        | 30 – 31 | 60 – 66 | 30 – 35 | HC Meshkov Brest      |        | 20 octobre 2012 | 16h00        |
| 12    | 19 octobre 2012 | 18h00       |        | RK Siscia             | 23 – 24 | 46 – 45 | 23 – 21 | HC Dinamo Poltava     |        | 20 octobre 2012 | 18h00        |
| 13    | 13 octobre 2012 | 18h00       |        | RK Vardar Skopje      | 36 – 19 | 60 – 44 | 24 – 25 | HK ASA Město Lovosice |        | 20 octobre 2012 | 17h00        |
| 14    | 20 octobre 2012 | 17h00       |        | HK Kópavogur          | 42 – 25 | 67 – 60 | 25 – 35 | RK Maribor Branik     |        | 21 octobre 2012 | 18h00        |
| 15    | 13 octobre 2012 | 18h00       |        | RK Vojvodina Novi Sad | 29 – 25 | 53 – 52 | 24 – 27 | Balatonfüredi KSE     |        | 20 octobre 2012 | 18h00        |
| 16    | 13 octobre 2012 | 17h00       |        | HC Motor Zaporijia    | 30 – 25 | 58 – 47 | 28 – 22 | Haukar Hafnarfjörður  |        | 14 octobre 2012 | 17h00        |
| 17    | 13 octobre 2012 | 17h00       |        | CS Ştiinţa MD Bacău   | 28 – 24 | 51 – 46 | 23 – 22 | Ystads IF             |        | 14 octobre 2012 | 18h00        |

### Troisième tour
| Date aller       | Heure aller | Nation | Club                 | Aller   | Total    | Retour  | Club                       | Nation | Date retour       | Heure retour |
| ---------------- | ----------- | ------ | -------------------- | ------- | -------- | ------- | -------------------------- | ------ | ----------------- | ------------ |
| 24 novembre 2012 | 19h30       |        | Frisch Auf Göppingen | 29 – 17 | 58 – 41  | 29 – 24 | HC Meshkov Brest           |        | 1er décembre 2012 | 14h00        |
| 24 novembre 2012 | 18h00       |        | RK Borac Banja Luka  | 25 – 36 | 50 – 66  | 25 – 30 | Tatran Prešov              |        | 1er décembre 2012 | 15h00        |
| 24 novembre 2012 | 18h00       |        | RK Siscia            | 30 – 29 | 52 – 64  | 22 – 35 | RK Maribor Branik          |        | 2 décembre 2012   | 18h00        |
| 24 novembre 2012 | 19h00       |        | AC Diomidis Argous   | 17 – 37 | 44 – 64  | 27 - 27 | Rhein-Neckar Löwen         |        | 2 décembre 2012   | 17h30        |
| 24 novembre 2012 | 19h00       |        | RK Cimos Koper       | 29 – 23 | 51 – 50  | 22 – 27 | FC Porto                   |        | 1er décembre 2012 | 19h00        |
| 25 novembre 2012 | 17h00       |        | HBC Nantes           | 29 – 21 | 51 – 49  | 22 – 28 | Benfica Lisbonne           |        | 1er décembre 2012 | 20h30        |
| 25 novembre 2012 | 15h15       |        | Team Tvis Holstebro  | 35 – 19 | 67 – 54  | 32 – 35 | Saint-Raphaël Var Handball |        | 1-2 décembre 2012 | 17h00        |
| 24 novembre 2012 | 16h00       |        | Eskilstuna Guif      | 30 – 26 | 57* – 57 | 27 – 31 | BM Aragon                  |        | 1er décembre 2012 | 19h00        |
| 23 novembre 2012 | 19h30       |        | SC Magdebourg        | 30 – 17 | 56 – 45  | 26 – 28 | RK Vardar Skopje           |        | 2 décembre 2012   | 18h00        |
| 24 novembre 2012 | 20h00       |        | Naturhouse La Rioja  | 28 – 19 | 50 – 45  | 22 – 26 | RK Vojvodina Novi Sad      |        | 1er décembre 2012 | 18h00        |
| 24 novembre 2012 | 15h30       |        | CS Ştiinţa MD Bacău  | 33 – 22 | 55 – 44  | 22 – 22 | Maccabi Rishon LeZion      |        | 25 novembre 2012  | 15h30        |
| 24 novembre 2012 | 18h00       |        | Haslum HK            | 31 – 20 | 56 – 57  | 25 – 37 | Beşiktaş JK Istanbul       |        | 2 décembre 2012   | 14h00        |
| 24 novembre 2012 | 20h00       |        | Wisła Płock          | 37 – 23 | 66 – 47  | 29 – 24 | Sungul Snejinsk            |        | 1er décembre 2012 | 11h00        |
| 25 novembre 2012 | 18h00       |        | Elverum Handball     | 34 – 24 | 71 – 51  | 37 – 27 | RK Sloga Doboj             |        | 1er décembre 2012 | 19h00        |
| 24 novembre 2012 | 16h00       |        | HC Motor Zaporijia   | 27 – 26 | 60 – 48  | 33 – 22 | Alpla HC Hard              |        | 1er décembre 2012 | 19h00        |
| 24 novembre 2012 | 11h00       |        | KIF Kolding          | 27 – 30 | 68 – 54  | 41 – 24 | Medvedi Perm               |        | 2 décembre 2012   | 15h15        |

* Qualifié selon la règle du nombre de buts marqués à l'extérieur.

## Phase de groupes

### Modalités
Le tirage au sort a eu lieu le 6 décembre 2012 à Vienne.
Le premier de chaque groupe et les 3 meilleurs deuxièmes sont qualifiés pour les quarts de finale.

### Légende
- Qualifié pour les quarts de finale
- Éliminé

### Groupe 1
|   | Équipe               | Pts | J | G | N | P | Bp  | Bc  | Diff |
| - | -------------------- | --- | - | - | - | - | --- | --- | ---- |
| 1 | Frisch Auf Göppingen | 10  | 6 | 5 | 0 | 1 | 200 | 175 | 25   |
| 2 | Naturhouse La Rioja  | 8   | 6 | 4 | 0 | 2 | 171 | 155 | 16   |
| 3 | RK Cimos Koper       | 6   | 6 | 3 | 0 | 3 | 181 | 189 | -8   |
| 4 | Eskilstuna Guif      | 0   | 6 | 0 | 0 | 6 | 154 | 187 | -33  |

| Date            | Club                 | Nat. | Score   | Nat. | Club                 |
| --------------- | -------------------- | ---- | ------- | ---- | -------------------- |
| 9 février 2013  | RK Cimos Koper       |      | 25 - 21 |      | Naturhouse La Rioja  |
| 10 février 2013 | Frisch Auf Göppingen |      | 37 - 26 |      | Eskilstuna Guif      |
| 16 février 2013 | Eskilstuna Guif      |      | 29 - 30 |      | RK Cimos Koper       |
| 16 février 2013 | Naturhouse La Rioja  |      | 25 - 23 |      | Frisch Auf Göppingen |
| 23 février 2013 | RK Cimos Koper       |      | 36 - 39 |      | Frisch Auf Göppingen |
| 23 février 2013 | Naturhouse La Rioja  |      | 29 - 23 |      | Eskilstuna Guif      |
| 9 mars 2013     | Eskilstuna Guif      |      | 24 - 30 |      | Naturhouse La Rioja  |
| 9 mars 2013     | Frisch Auf Göppingen |      | 38 - 32 |      | RK Cimos Koper       |
| 16 mars 2013    | Eskilstuna Guif      |      | 25 - 31 |      | Frisch Auf Göppingen |
| 16 mars 2013    | Naturhouse La Rioja  |      | 35 - 28 |      | RK Cimos Koper       |
| 23 mars 2013    | RK Cimos Koper       |      | 30-27   |      | Eskilstuna Guif      |
| 23 mars 2013    | Frisch Auf Göppingen |      | 32-31   |      | Naturhouse La Rioja  |

### Groupe 2
|   | Équipe              | Pts | J | G | N | P | Bp  | Bc  | Diff |
| - | ------------------- | --- | - | - | - | - | --- | --- | ---- |
| 1 | Rhein-Neckar Löwen  | 10  | 6 | 5 | 0 | 1 | 185 | 150 | 35   |
| 2 | KIF Kolding         | 6   | 6 | 3 | 0 | 3 | 158 | 145 | 13   |
| 3 | Tatran Prešov       | 6   | 6 | 3 | 0 | 3 | 167 | 184 | -17  |
| 4 | HC Motor Zaporijjia | 2   | 6 | 1 | 0 | 4 | 150 | 181 | -31  |

| Date            | Club                | Nat. | Score   | Nat. | Club                |
| --------------- | ------------------- | ---- | ------- | ---- | ------------------- |
| 9 février 2013  | HC Motor Zaporijjia |      | 21 - 24 |      | KIF Kolding         |
| 9 février 2013  | Tatran Prešov       |      | 33 - 34 |      | Rhein-Neckar Löwen  |
| 16 février 2013 | Rhein-Neckar Löwen  |      | 35 - 22 |      | HC Motor Zaporijjia |
| 17 février 2013 | KIF Kolding         |      | 37 - 17 |      | Tatran Prešov       |
| 23 février 2013 | HC Motor Zaporijjia |      | 27 - 32 |      | Tatran Prešov       |
| 24 février 2013 | KIF Kolding         |      | 25 - 23 |      | Rhein-Neckar Löwen  |
| 9 mars 2013     | Tatran Prešov       |      | 36 - 28 |      | HC Motor Zaporijjia |
| 10 mars 2013    | Rhein-Neckar Löwen  |      | 28 - 25 |      | KIF Kolding         |
| 16 mars 2013    | Rhein-Neckar Löwen  |      | 36 - 20 |      | Tatran Prešov       |
| 17 mars 2013    | KIF Kolding         |      | 25 - 27 |      | HC Motor Zaporijjia |
| 23 mars 2013    | HC Motor Zaporijjia |      | 25-29   |      | Rhein-Neckar Löwen  |
| 24 mars 2013    | Tatran Prešov       |      | 29-22   |      | KIF Kolding         |

### Groupe 3
|   | Équipe              | Pts | J | G | N | P | Bp  | Bc  | Diff |
| - | ------------------- | --- | - | - | - | - | --- | --- | ---- |
| 1 | Team Tvis Holstebro | 8   | 6 | 3 | 2 | 1 | 170 | 157 | 13   |
| 2 | RK Maribor Branik   | 7   | 6 | 3 | 1 | 2 | 170 | 165 | 5    |
| 3 | Wisła Płock         | 6   | 6 | 3 | 0 | 3 | 164 | 158 | 6    |
| 4 | Elverum Håndball    | 3   | 6 | 1 | 1 | 4 | 155 | 179 | -24  |

| Date            | Club                | Nat. | Score   | Nat. | Club                |
| --------------- | ------------------- | ---- | ------- | ---- | ------------------- |
| 10 février 2013 | Team Tvis Holstebro |      | 26 - 26 |      | RK Maribor Branik   |
| 10 février 2013 | Elverum Håndball    |      | 25 - 27 |      | Wisła Płock         |
| 16 février 2013 | RK Maribor Branik   |      | 34 - 29 |      | Elverum Håndball    |
| 16 février 2013 | Wisła Płock         |      | 28 - 29 |      | Team Tvis Holstebro |
| 24 février 2013 | Elverum Håndball    |      | 28 - 28 |      | Team Tvis Holstebro |
| 24 février 2013 | RK Maribor Branik   |      | 26 - 23 |      | Wisła Płock         |
| 9 mars 2013     | Wisła Płock         |      | 30 - 26 |      | RK Maribor Branik   |
| 10 mars 2013    | Team Tvis Holstebro |      | 33 - 28 |      | Elverum Håndball    |
| 16 mars 2013    | Wisła Płock         |      | 30 - 25 |      | Elverum Håndball    |
| 16 mars 2013    | RK Maribor Branik   |      | 31 - 27 |      | Team Tvis Holstebro |
| 23 mars 2013    | Elverum Håndball    |      | 30-27   |      | RK Maribor Branik   |
| 24 mars 2013    | Team Tvis Holstebro |      | 27 - 26 |      | Wisła Płock         |

### Groupe 4
|   | Équipe              | Pts | J | G | N | P | Bp  | Bc  | Diff |
| - | ------------------- | --- | - | - | - | - | --- | --- | ---- |
| 1 | SC Magdeburg        | 11  | 6 | 5 | 1 | 0 | 176 | 135 | 41   |
| 2 | HBC Nantes          | 9   | 6 | 4 | 1 | 1 | 154 | 143 | 11   |
| 3 | CS Ştiinţa MD Bacău | 2   | 6 | 1 | 0 | 5 | 148 | 165 | -17  |
| 4 | Beşiktaş JK         | 2   | 6 | 1 | 0 | 5 | 129 | 164 | -35  |

| 9 février 2013 15h00 | SC Magdebourg | 33 – 18 | Beşiktaş JK | GETEC Arena, Magdebourg Affluence : 2 639 Arbitrage : Mata, López |
| 9 février 2013 15h00 | Weber 6       | (17–6)  | Özbahar 5   | GETEC Arena, Magdebourg Affluence : 2 639 Arbitrage : Mata, López |
| 9 février 2013 15h00 | ×3 ×4         | Rapport | ×3 ×4       | GETEC Arena, Magdebourg Affluence : 2 639 Arbitrage : Mata, López |

| 10 février 2013 18h45 | CS Ştiinţa Bacău | 18 – 21 | HBC Nantes | Sala Sporturilor Narcisa Lecușanu, Bacău Affluence : 1 800 Arbitrage : Brkić, Jusufhodžić |
| 10 février 2013 18h45 | Ghita 4          | (9–7)   | Skatar 4   | Sala Sporturilor Narcisa Lecușanu, Bacău Affluence : 1 800 Arbitrage : Brkić, Jusufhodžić |
| 10 février 2013 18h45 | ×3 ×6            | Rapport | ×2 ×5      | Sala Sporturilor Narcisa Lecușanu, Bacău Affluence : 1 800 Arbitrage : Brkić, Jusufhodžić |

| 16 février 2013 15h00 | SC Magdebourg | 33 – 25 | CS Ştiinţa Bacău  | GETEC Arena, Magdebourg Affluence : 2 355 Arbitrage : Johansson, Kliko |
| 16 février 2013 15h00 | Weber 11      | (16–13) | Ferreira, Ghita 5 | GETEC Arena, Magdebourg Affluence : 2 355 Arbitrage : Johansson, Kliko |
| 16 février 2013 15h00 | ×3            | Rapport | ×3 ×1             | GETEC Arena, Magdebourg Affluence : 2 355 Arbitrage : Johansson, Kliko |

| 17 février 2013 17h00 | HBC Nantes | 31 – 24 | Beşiktaş JK       | Palais des sports de Beaulieu, Nantes Affluence : 4 600 Arbitrage : Kouz, Zhoba |
| 17 février 2013 17h00 | Nyateu 7   | (16–10) | Ladyko, Özbahar 6 | Palais des sports de Beaulieu, Nantes Affluence : 4 600 Arbitrage : Kouz, Zhoba |
| 17 février 2013 17h00 | ×3 ×4      | Rapport | ×2 ×5             | Palais des sports de Beaulieu, Nantes Affluence : 4 600 Arbitrage : Kouz, Zhoba |

| 24 février 2013 17h00 | HBC Nantes | 20 – 27 | SC Magdebourg        | Palais des sports de Beaulieu, Nantes Affluence : 4 200 Arbitrage : Sigurjónsson, Petursson |
| 24 février 2013 17h00 | Rivera 7   | (8–13)  | Grafenhorst, Weber 6 | Palais des sports de Beaulieu, Nantes Affluence : 4 200 Arbitrage : Sigurjónsson, Petursson |
| 24 février 2013 17h00 | ×3         | Rapport | ×2 ×3                | Palais des sports de Beaulieu, Nantes Affluence : 4 200 Arbitrage : Sigurjónsson, Petursson |

| 24 février 2013 20h00 | CS Ştiinţa Bacău | 26 – 24 | Beşiktaş JK | Sala Sporturilor Narcisa Lecușanu, Bacău Affluence : 1 800 Arbitrage : Azemi, Beqiri |
| 24 février 2013 20h00 | Ramba 7          | (15–13) | Döne 9      | Sala Sporturilor Narcisa Lecușanu, Bacău Affluence : 1 800 Arbitrage : Azemi, Beqiri |
| 24 février 2013 20h00 | ×3               | Rapport | ×3 ×4       | Sala Sporturilor Narcisa Lecușanu, Bacău Affluence : 1 800 Arbitrage : Azemi, Beqiri |

| 9 mars 2013 15h00 | Beşiktaş JK | 25 – 23 | CS Ştiinţa Bacău | Süleyman Seba Sport Complex, Istanbul Affluence : 550 Arbitrage : Pavičević, Ražnatović |
| 9 mars 2013 15h00 | Döne 9      | (15–10) | Ghita 9          | Süleyman Seba Sport Complex, Istanbul Affluence : 550 Arbitrage : Pavičević, Ražnatović |
| 9 mars 2013 15h00 | ×3 ×2       | Rapport | ×2 ×5            | Süleyman Seba Sport Complex, Istanbul Affluence : 550 Arbitrage : Pavičević, Ražnatović |

| 9 mars 2013 15h00 | SC Magdebourg  | 26 – 26 | HBC Nantes | GETEC Arena, Magdebourg Affluence : 2 822 Arbitrage : Kékes, Kékes |
| 9 mars 2013 15h00 | Kneer, Weber 6 | (14–17) | Rivera 7   | GETEC Arena, Magdebourg Affluence : 2 822 Arbitrage : Kékes, Kékes |
| 9 mars 2013 15h00 | ×2 ×3          | Rapport | ×3 ×5      | GETEC Arena, Magdebourg Affluence : 2 822 Arbitrage : Kékes, Kékes |

| 16 mars 2013 17h00 | Beşiktaş JK     | 17 – 27 | SC Magdebourg | Süleyman Seba Sport Complex, Istanbul Affluence : 400 Arbitrage : Pandzić, Satordzija |
| 16 mars 2013 17h00 | trois joueurs 4 | (9–10)  | Musche 7      | Süleyman Seba Sport Complex, Istanbul Affluence : 400 Arbitrage : Pandzić, Satordzija |
| 16 mars 2013 17h00 | ×3              | Rapport | ×3 ×6         | Süleyman Seba Sport Complex, Istanbul Affluence : 400 Arbitrage : Pandzić, Satordzija |

| 17 mars 2013 17h00 | HBC Nantes | 32 – 27 | CS Ştiinţa Bacău | Palais des sports de Beaulieu, Nantes Affluence : 4 500 Arbitrage : Di Domenico, Fornasier |
| 17 mars 2013 17h00 | Rivera 8   | (20–13) | Bondar 6         | Palais des sports de Beaulieu, Nantes Affluence : 4 500 Arbitrage : Di Domenico, Fornasier |
| 17 mars 2013 17h00 | ×3 ×7      | Rapport | ×3 ×5 ×1         | Palais des sports de Beaulieu, Nantes Affluence : 4 500 Arbitrage : Di Domenico, Fornasier |

| 23 mars 2013 15h00 | Beşiktaş JK | 21 – 24 | HBC Nantes       | Süleyman Seba Sport Complex, Istanbul Affluence : 300 Arbitrage : Baranowski, Lemanowicz |
| 23 mars 2013 15h00 | Özbahar 6   | (11–12) | Maqueda, Sayad 6 | Süleyman Seba Sport Complex, Istanbul Affluence : 300 Arbitrage : Baranowski, Lemanowicz |
| 23 mars 2013 15h00 | ×3 ×1       | Rapport | ×3 ×1            | Süleyman Seba Sport Complex, Istanbul Affluence : 300 Arbitrage : Baranowski, Lemanowicz |

| 24 mars 2013 18h00 | CS Ştiinţa Bacău | 29 – 30 | SC Magdebourg | Sala Sporturilor Narcisa Lecușanu, Bacău Affluence : 1 500 Arbitrage : Katsikis, Michailidis |
| 24 mars 2013 18h00 | Ramba 8          | (20–16) | Musche 7      | Sala Sporturilor Narcisa Lecușanu, Bacău Affluence : 1 500 Arbitrage : Katsikis, Michailidis |
| 24 mars 2013 18h00 | ×3 ×4            | Rapport | ×3 ×2         | Sala Sporturilor Narcisa Lecușanu, Bacău Affluence : 1 500 Arbitrage : Katsikis, Michailidis |

## Quarts de finale

### Équipes qualifiées
Le HBC Nantes, organisateur de la phase finale (Final Four), ayant terminé parmi les premiers ou les 3 meilleurs deuxièmes, il est exempté de quart de finale et est directement qualifié pour la phase finale. Dès lors, seuls 3 quarts de finale opposent les 4 premiers et les 2 meilleurs deuxièmes. Les 3 vainqueurs de ces quarts de finale rejoindront le HBC Nantes en demi-finale. Pour déterminer les deux meilleurs deuxièmes, les règles suivantes sont appliquées :
1. Nombre de points marqués contre les équipes classées 1re et 3e
2. Différence de buts dans les matchs mentionnés en 1.
3. Plus grand nombre de buts marqués dans les matchs mentionnés en 1.
4. Tirage au sort

Dès lors, le club espagnol de Naturhouse La Rioja, 2e du Groupe 1, est éliminé. Les équipes qualifiées sont :
| Groupe | Chapeau 1            | Chapeau 2         |
| ------ | -------------------- | ----------------- |
| 1      | Frisch Auf Göppingen | -                 |
| 2      | Rhein-Neckar Löwen   | KIF Kolding       |
| 3      | Team Tvis Holstebro  | RK Maribor Branik |
| 4      | SC Magdebourg        | -                 |

Un tirage au sort détermine les équipes opposées aux deux équipes du chapeau 2. Les deux dernières équipes du chapeau 1 jouent le troisième quart de finale.

### Tableau des quarts de finale
Le tirage au sort a eu lieu le 26 mars 2013 à Vienne, en Autriche.
| Date Aller    | Club              | Aller   | Total   | Retour  | Club                 | Date Retour   |
| ------------- | ----------------- | ------- | ------- | ------- | -------------------- | ------------- |
| 20 avril 2013 | RK Maribor Branik | 26 - 26 | 56 - 57 | 30 - 31 | Frisch Auf Göppingen | 27 avril 2013 |
| 21 avril 2013 | SC Magdebourg     | 31 - 28 | 51 - 55 | 20 - 27 | Rhein-Neckar Löwen   | 27 avril 2013 |
| 21 avril 2013 | KIF Kolding       | 24 - 24 | 50 - 51 | 26 - 27 | Team Tvis Holstebro  | 28 avril 2013 |

## Phase finale

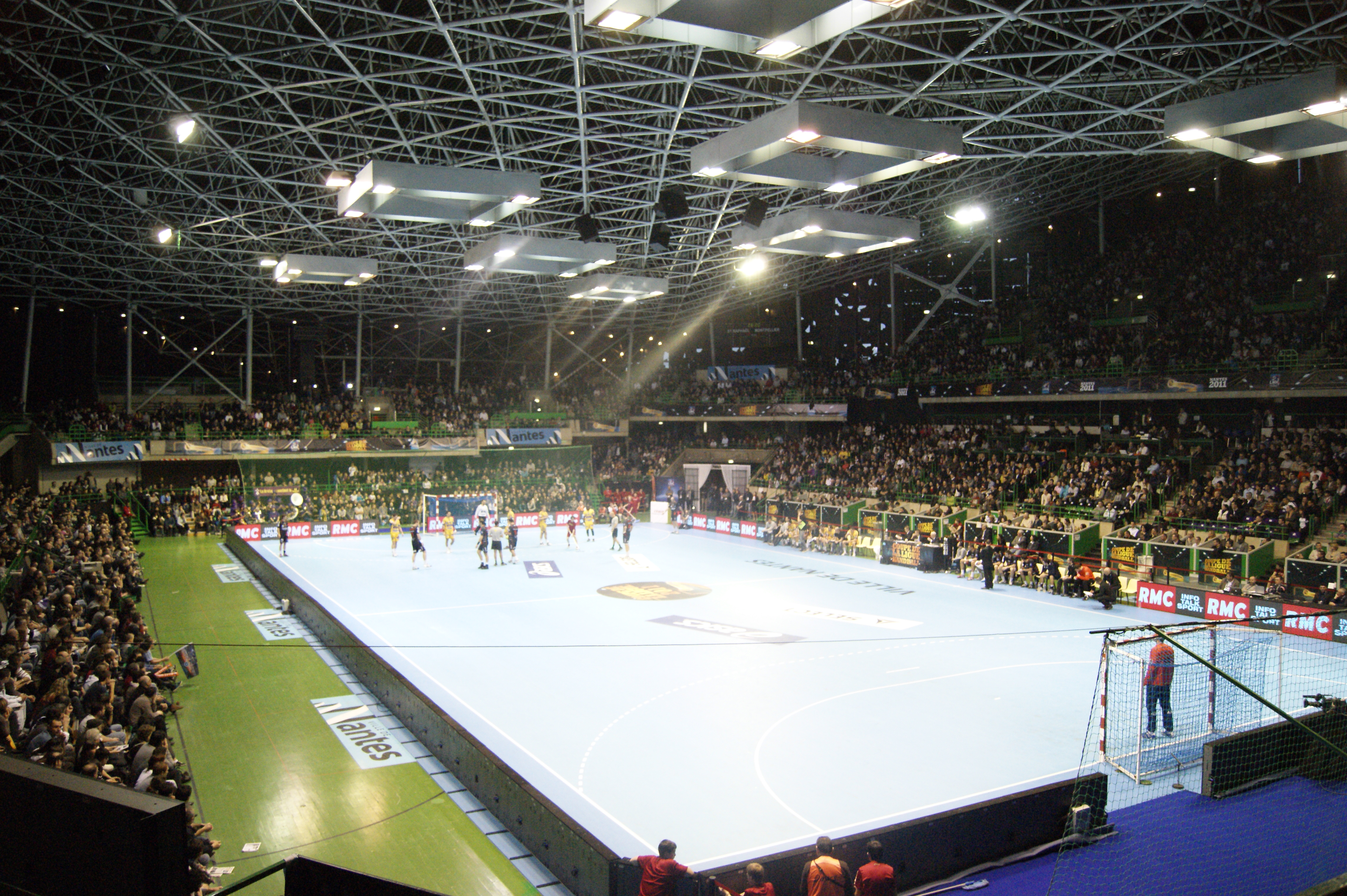
Le Palais des sports de Beaulieu de Nantes, lieu du Final Four.

La phase finale (Final Four) a eu lieu dans le Palais des sports de Beaulieu, à Nantes, les 18 et 19 mai 2013.
|  | Demi-finales               | Demi-finales               |                        |    | Finale                     | Finale                     |
|  | Demi-finales               | Demi-finales               |                        |    | Finale                     | Finale                     |
|  |                            |                            |                        |    |                            |                            |
|  | PS Beaulieu, Nantes, 15h45 | PS Beaulieu, Nantes, 15h45 |                        |    | PS Beaulieu, Nantes, 18h00 | PS Beaulieu, Nantes, 18h00 |
|  | PS Beaulieu, Nantes, 15h45 | PS Beaulieu, Nantes, 15h45 |                        |    | PS Beaulieu, Nantes, 18h00 | PS Beaulieu, Nantes, 18h00 |
|  | HBC Nantes                 | 26                         |                        |    | PS Beaulieu, Nantes, 18h00 | PS Beaulieu, Nantes, 18h00 |
|  | HBC Nantes                 | 26                         |                        |    | PS Beaulieu, Nantes, 18h00 | PS Beaulieu, Nantes, 18h00 |
|  | Team Tvis Holstebro        | 20                         |                        |    | PS Beaulieu, Nantes, 18h00 | PS Beaulieu, Nantes, 18h00 |
|  | Team Tvis Holstebro        | 20                         | HBC Nantes             | 24 |                            |                            |
|  | PS Beaulieu, Nantes, 18h00 |                            | HBC Nantes             | 24 |                            |                            |
|  |                            | Rhein-Neckar Löwen         | 26                     |    |                            |                            |
|  | Frisch Auf Göppingen       | Rhein-Neckar Löwen         | 26                     | 22 |                            |                            |
|  | Frisch Auf Göppingen       |                            |                        | 22 |                            |                            |
|  | Rhein-Neckar Löwen         | 28                         |                        |    |                            |                            |
|  | Rhein-Neckar Löwen         | 28                         | Match pour la 3e place |    |                            |                            |
|  |                            |                            |                        |    |                            |                            |
|  | PS Beaulieu, Nantes, 15h45 |                            |                        |    |                            |                            |
|  |                            |                            |                        |    |                            |                            |
|  | Team Tvis Holstebro        | 28                         |                        |    |                            |                            |
|  | Team Tvis Holstebro        | 28                         |                        |    |                            |                            |
|  | Frisch Auf Göppingen       | 27                         |                        |    |                            |                            |
|  | Frisch Auf Göppingen       | 27                         |                        |    |                            |                            |

### Demi-finales
| 18 mai 2013 15h45 | HBC Nantes      | 26 - 20 | Team Tvis Holstebro | Palais des sports de Beaulieu Affluence : 5 000 Arbitrage : Andrei Gousko, Siarhei Repkin |
| 18 mai 2013 15h45 | Valero Rivera 8 | (9-11)  | Magnus Bramming 5   | Palais des sports de Beaulieu Affluence : 5 000 Arbitrage : Andrei Gousko, Siarhei Repkin |
| 18 mai 2013 15h45 | ×2              | Rapport | ×3                  | Palais des sports de Beaulieu Affluence : 5 000 Arbitrage : Andrei Gousko, Siarhei Repkin |

| 18 mai 2013 18h00 | Frisch Auf Göppingen | 22 - 28  | Rhein-Neckar Löwen                  | Palais des sports de Beaulieu Affluence : 5 000 Arbitrage : Óscar Raluy López et Ángel Luis Sabroso Ramírez |
| 18 mai 2013 18h00 | 4 joueurs 3          | (7 - 12) | Gensheimer, Myrhol, Sigurmannsson 5 | Palais des sports de Beaulieu Affluence : 5 000 Arbitrage : Óscar Raluy López et Ángel Luis Sabroso Ramírez |
| 18 mai 2013 18h00 | ×3 ×8 ×1             | Rapport  | ×3                                  | Palais des sports de Beaulieu Affluence : 5 000 Arbitrage : Óscar Raluy López et Ángel Luis Sabroso Ramírez |

### Match pour la3eplace
| 19 mai 2013 15h45 | Team Tvis Holstebro | 28 - 27   | Frisch Auf Göppingen  | Palais des sports de Beaulieu Affluence : 5 000 Arbitrage : Andrei Gousko, Siarhei Repkin |
| 19 mai 2013 15h45 | Michael Damgaard 7  | (15 - 16) | Kneule, Rnić, Späth 5 | Palais des sports de Beaulieu Affluence : 5 000 Arbitrage : Andrei Gousko, Siarhei Repkin |
| 19 mai 2013 15h45 | ×2 ×3               | Rapport   | ×3 ×2                 | Palais des sports de Beaulieu Affluence : 5 000 Arbitrage : Andrei Gousko, Siarhei Repkin |

### Finale
| 19 mai 2013 18h00 | HBC Nantes      | 24 - 26   | Rhein-Neckar Löwen | Palais des sports de Beaulieu Affluence : 5 000 Arbitrage : Óscar Raluy López et Ángel Luis Sabroso Ramírez |
| 19 mai 2013 18h00 | Jorge Maqueda 6 | (12 - 16) | Uwe Gensheimer 10  | Palais des sports de Beaulieu Affluence : 5 000 Arbitrage : Óscar Raluy López et Ángel Luis Sabroso Ramírez |
| 19 mai 2013 18h00 | ×3* ×7*         | Rapport   | ×3 ×8              | Palais des sports de Beaulieu Affluence : 5 000 Arbitrage : Óscar Raluy López et Ángel Luis Sabroso Ramírez |

* Dont un carton jaune et une exclusion temportaire pour Anti.

### Champion d'Europe
| Champion d'Europe - Coupe de l'EHF 2012-2013 Rhein-Neckar Löwen 1er titre |

## Statistiques
Les meilleurs buteurs sont :
| Rang | Joueur           | Buts | Club                 |
| ---- | ---------------- | ---- | -------------------- |
| 1    | Momir Rnić       | 59   | Frisch Auf Göppingen |
| 2    | Žarko Marković   | 55   | Frisch Auf Göppingen |
| 3    | Michael Damgaard | 51   | Team Tvis Holstebro  |
| 3    | Andy Schmid      | 51   | Rhein-Neckar Löwen   |
| 5    | Bjarte Myrhol    | 48   | Rhein-Neckar Löwen   |